# 24838 Abilunon
24838 Abilunon è un asteroide della fascia principale. Scoperto nel 1995 da Miloš Tichý, presenta un'orbita caratterizzata da un semiasse maggiore pari a 2,3671337 UA e da un'eccentricità di 0,2191335, inclinata di 3,35381° rispetto all'eclittica.